# Astarte (groupe)
Pour les articles homonymes, voir Astarté (homonymie).
Astarte est un groupe de black metal grec, originaire d'Athènes. Le groupe publie plusieurs albums studio, à commencer par Doomed Dark Years, en 1998. Le groupe se sépare en 2014 après le décès de Tristessa, atteinte de leucémie. Les membres restants rendent un dernier hommage à la chanteuse sous leur nom original de Lloth, avec la chanson I (Dead Inside).

## Biographie
En septembre 1995, Tristessa, Nemesis et Kinthia forment au départ un groupe de heavy metal exclusivement féminin, Lloth. Deux ans plus tard elles sortent une première démo, Dancing In the Dark Lakes of Evil, qui se dénote par des riffs agressifs et rapides avec un côté death metal mais gardant une atmosphère doom. Elles décident alors de changer leur nom pour Astarte, et sortent un an plus tard un premier album, Doomed Dark Years, aux allures de black metal, et signent avec le label Black Lotus Records. Le groupe commence à s'imposer au sein de l'Europe et en 2000 sort un deuxième opus, Rise From Within dont la musique est beaucoup plus complexe et le thème principal de l'album est dédié au côté obscur et ésotérique du black metal.
En 2002, les membres produisent Quod Superius, Sicut Inferius, mixant cette fois du black metal avec des riffs plus groovy influencés par Pantera, et donnent une priorité à la mélodie. En 2003, le line-up participe à un hommage à Celtic Frost, en reprenant la chanson Sorrows of the Moon. À cette même période, le contrat avec le label Black Lotus Records est dissous. Le line-up subit d'importants changements, il ne reste que Tristessa, la leader du groupe. En 2004, Astarte signe avec le label Avangarde Records et sortent leur quatrième album Sirens, qui cette fois est tourné vers un nouveau style black/death. Trois ans plus tard, le groupe produit Demonized, faisant paraître en guest Angela Gossow d'Arch Enemy, et Attila Csihar de Mayhem.
En décembre 2013, Nick Maiis, le mari de Maria « Tristessa » Kolokouri, fait savoir qu'elle est atteinte d'une leucémie et est dans un état critique. Le 10 août 2014, Maiis annonce la mort de sa femme sur Facebook. Le même jour, Metal Archives rapporte que le groupe se sépare, Tristessa étant la meneuse du groupe et la seule rescapée du line-up d'origine, après presque 20 ans de carrière.
En septembre 2014, les musiciennes restantes annoncent leur intention de se réunir sous le nom initial du groupe, Lloth, éventuellement rejointes par quelques anciens membres, dans l'optique d'enregistrer un nouvel album (qui serait donc le premier, après la démo Dancing in the Dark Lakes of Evil datant de 1997), dédié à la mémoire de Tristessa. Le groupe révèle aussi son nouveau logo, avec le T mis en avant, en l'honneur de Tristessa. Un single, I (Dead Inside) est publié en février 2015 (en téléchargement libre).

## Membres

### Derniers membres
- Derketa - clavier
- Lycon - guitare, basse (session)
- Hybris - guitare
- Ice - batterie

### Anciens membres
- Tristessa  - chant, guitare acoustique, guitare lead, basse (1995-2014 ; décédée)
- Kinthia - chant, guitare, clavier (1995-2002)
- Nemesis - guitare, clavier (1995-2003)
- Katharsis - clavier
- Psychoslaughter - batterie (session)

## Discographie
- 1997 : Dancing in the Dark Lakes of Evil (démo) (sous le nom de Lloth)
- 1998 : Doomed Dark Years
- 2000 : Rise From Within
- 2002 : Quod Superius Sicut Inferius
- 2004 : Sirens
- 2007 : Demonized
- 2015 : I (Dead Inside) (single) (sous le nom de Lloth)